# Анрі Людовик д'Алуаньї
Анрі Людовик д'Алуаньї (фр. Henri Louis d'Aloigny; 1626 — 22 травня 1676) — військовий та державний діяч Французького королівства, маркіз де Рошфор, маркіз дю Бланк ан Беррі, барон де Корса і де Краон, сеньйор Рош, Елерон, Ролленьє, Прейньє, Ла Форест, маршал Франції.

## Життєпис
Походив зі шляхетського роду Алуаньї. Син Людовика д'Алуаньї та Марії Габерт де Монтмор. Здобув загальну совіту. Розпочав військову службу у важкій кавалерії під орудою принца Людовика де Конде. Спочатку був прапорщиком, потім капітаном роти жандармів. Потім у складі французького корпусу брав участь в австро-османській війні 1663—1664 років. Тут отримав поранення в обличчя.
По поверненню до Франції у 1665 році отримав звання капітан-лейтенанта гвардії дофіна. 1667 року спочатку призначається бригадиром жандармів, а потім губернатором фортеці Ата у Фландрії. 1668 року отримав звання табірного маршал (на кшталт генерал-майора). Відзначився під час Деволюційної війни під час облог Куртре, Ауденарде, Діксміде, Фурнеса, Бергес, Дуай, Турне. В нагороду за звитягу 1668 року отримав щорічну пенсію в 2000 екю. 1669 року перебував в армії на кордонах Лотаринзького герцогства.
1672 року стає генерал-лейтенантом. Того ж року під час Голландської війни спочатку був учасником рейнської кампанії. Захопив Утрехт і Наарден, брав участь в облозі Тріра. 1673 року стає капітаном королівської гвардії. 1674 року звитяжив у битві біля Сенефі. 1675 року призначено губернатором Лотарингії та Баруа та військовим губернатором Мецу, Туля та Вердену. У липні того ж року отримав звання маршала. 1676 року очолив війська, що діяли між річками Маас і Мозель.
Помер від поранень 1676 року в Нансі.

## Родина
Дружина — Мадлен, дружина Філіппа Емманюеля де Лаваль-Буа-Дофін, маркіза Сабле
Діти:
- Луї-П'єра-Арман (бл. 1670—1701)
- Марія-Генрієтта, дружина: 1) Луї Фасте де Бріханто; 2) Шарля де Ла Рошфоко де Руе-Русі де Бланзак